# Alex Kuprecht
Alex Kuprecht, né le 22 décembre 1957 à Richterswil (originaire d'Oeschgen), est un homme politique suisse, membre de l'Union démocratique du centre (UDC). Il est député du canton de Schwytz (SZ) au Conseil des États de 2003 à 2023 et président du Conseil des États pour l'année parlementaire 2020-2021.

## Biographie
Alex Kuprecht naît le 22 novembre 1957 à Richterswil, dans le canton de Zurich. Il est originaire d'Oeschgen, dans le canton d'Argovie.
Titulaire d'un diplôme de spécialiste en assurance, il travaille comme agent général. Il a le grade de caporal à l'armée.
Marié et père de deux enfants, il habite à Freienbach (SZ).

## Parcours politique
Il est élu en octobre 1990 au Conseil cantonal de Schwytz et y siège jusqu'en novembre 2003. De 1997 à 2001, il y dirige le groupe parlementaire UDC et assure la présidence du conseil de juin 2002 à juin 2003.
Aux élections fédérales de 2003, il est élu au Conseil des États, puis réélu en 2007, 2011 et 2015. Il siège à la Commission de la sécurité sociale et de la santé publique (CSSS), à la Commission de la politique de sécurité (CPS) et à la Commission de l'économie et des redevances (CER). Il préside également la délégation pour les relations avec le parlement autrichien et celle pour les relations avec le parlement du Liechtenstein. Enfin, il est représentant de la Suisse à l'Assemblée parlementaire de l'Organisation pour la sécurité et la coopération en Europe.
Le 30 novembre 2020, il est élu à l'unanimité président du Conseil des États.
Il confirme en octobre 2021 qu'il ne se présentera pas pour un sixième mandat aux élections fédérales d'octobre 2023.